# Монсойнс
Монсойнс (порт. Monções)  —  муниципалитет в Бразилии, входит в штат Сан-Паулу. Составная часть мезорегиона Сан-Жозе-ду-Риу-Прету. Входит в экономико-статистический  микрорегион Ньяндеара. Население составляет 2016 человек на 2006 год. Занимает площадь 104,494 км². Плотность населения — 19,3 чел./км².

## Статистика
- Валовой внутренний продукт на 2003 составляет 19.851.800,00 реалов (данные: Бразильский институт географии и статистики).
- Валовой внутренний продукт на душу населения на 2003 составляет 9.759,98 реалов (данные: Бразильский институт географии и статистики).
- Индекс развития человеческого потенциала на 2000 составляет 0,771 (данные: Программа развития ООН).